# Oblázek na obloze
Oblázek na obloze (anglicky Pebble in the Sky) je kniha žánru sci-fi amerického spisovatele Isaaca Asimova ze série o Galaktické říši. Vyšla v roce 1950.
Kniha vyšla česky v nakladatelství AF 167 v roce 1993 , poté následovala vydání nakladatelstvím Triton v letech 2006 a 2013.
Příběh byl napsán již v roce 1947 jako novela s názvem Grow Old With Me o 40 000 slovech. Nebyla publikována časopisecky, až v roce 1986 se v této podobě objevila v knize The Alternate Asimovs. V roce 1949 bylo dílo přijato jako regulérní román, když spisovatel příběh rozšířil na přibližně 70 000 slov a zároveň jej přejmenoval na Oblázek na obloze. Mimo to autor v doslovu uvádí, že pouhé čtyři roky po atomovém bombardování Hirošimy podcenil vliv radiace na živou tkáň. V době napsání románu se domníval, že je možné spekulovat o přežití člověka na zamořené Zemi. Později změnil názor, ale knihu s tématem radioaktivní Země už změnit nemohl.
Děj se odehrává ve stejném prostředí jako série o Nadaci. Země je součástí Trantorské (později Galaktické) říše. Isaac Asimov se vrátil k tématu radioaktivní Země i v dílech Hvězdy jako prach, Kosmické proudy a Nadace a Země. Příčina radioaktivity je vysvětlena v knize Roboti a impérium a částečně i v Nadace a Země. Protagonista Joseph Schwartz se ve zlomku sekundy ocitne v daleké budoucnosti, jeho město Chicago už neexistuje, místo něj je sídlo zvané Chico. Země je z velké části radioaktivní a její obyvatelé jsou ostatní populací Galaktické říše vnímáni negativně.
Oblázek na obloze je volně spojen do série Galaktická říše společně s romány Kosmické proudy, Hvězdy jako prach a povídkou „Slepá ulička“. Tyto příběhy se odehrávají v éře mezi rozmachem Intermitentních planet a pozdějším rozvojem Galaktické říše, avšak nepřekrývají se časově, dějově ani nemají shodné konkrétní prostředí (nepočítaje samotnou Galaktickou říši).

## Námět
Joseph Schwartz se ocitá na Zemi tisíce let v budoucnosti. Je to přelidněný svět z velké části zamořený radioaktivitou vlivem dávných událostí a sporů. Lidé se zde pro nedostatek místa a potravin mohou dožít pouze 60 let – to je úředně povolená hranice.
Píše se rok 827 galaktické éry a Trantor bude vládnout Galaktické říši ještě dalších 12 000 let. Země plánuje návrat ke své zašlé slávě...

## Postavy
- Balkis - tajemník premiéra Země.
- Bel Arvardan - vedoucí výzkumný pracovník Imperiálního galaktického ústavu, pochází z planety Baronn.
- Marc Claudy - velitel imperiální posádky na Zemi.
- Cori - vyjednávač z Bratrstva tradicionalistů
- Creen - provokatér a agent Bratrstva tradicionalistů.
- Lord Ennius - prokurátor Galaktické říše (Impéria) na planetě Zemi.
- Flora - manželka lorda Ennia.
- Granz - řidič aerotaxi.
- Grew - 55letý otec Loy Marenové, po mrtvici jej Loa a Albin ukrývají před úřady.
- Jennings - chemik v Ústavu jaderného výzkumu v Chicagu.
- Arbin Maren - manžel Loy Marenové.
- Loa Marenová - manželka Albina Marena a dcera Grewa.
- Messter - řidič aerotaxi.
- Natter - agent Bratrstva tradicionalistů.
- Joseph Schwartz - hlavní postava knihy.
- Affret Shekt - fyzik v Ústavu jaderného výzkumu v Chicu.
- Pola Shektová - dcera Affreta Shekta.
- Dr. Smith - pracovník Ústavu jaderného výzkumu v Chicagu.
- F. Smitko - bakteriolog

## Obsah knihy
1. Mezi dvěma kroky
2. Jak se zbavit cizince
3. Jeden svět - nebo mnoho?
4. Snadná možnost
5. Nedobrovolný dobrovolník
6. Noční předtucha
7. Rozhovor s blázny?
8. Cesty se sbíhají v Chicu
9. Konflikt v Chicu
10. Výklad událostí
11. Mysl, která se změnila
12. Mysl, která zabíjela
13. Pavučina ve Washennu
14. Druhé setkání
15. Nepoměr, který se rozplynul
16. Rozhodni se!
17. Změň svoje rozhodnutí!
18. Souboj
19. Osudná chvíle se blíží
20. Osudná chvíle nastala
21. Osudná chvíle pominula
22. Nejlepší nás ještě čeká
23. Doslov

## Děj
Joseph Schwartz kráčí ulicemi Chicaga, když jej v osudovém momentě zasáhne paprsek, jenž vyzářil z nedalekého Ústavu jaderného výzkumu. Díky tomu se octl v daleké budoucnosti, kde se už zformovala Galaktická říše s centrální planetou Trantorem. Téměř vše je odlišné od toho, co dříve znal, Schwartz nerozumí ani řeči soudobých Pozemšťanů. Nejvíce se změnila samotná planeta, je totiž z velké části zamořená radioaktivitou. Obyvatelé Země nejsou mezi ostatními národy v říši oblíbení, jsou považování za potížisty a podřadné členy. V minulosti rozpoutali třikrát konflikt. Zemi spravuje říšský prokurátor, na planetární úrovni zde má největší vliv pozemský premiér a silné Bratrstvo tradicionalistů, které de facto kontroluje obyvatelstvo. Tomu je povoleno dožít se maximálně 60 let.
Josepha Schwartze se ujme rodina Marenových, kteří ukrývají Grewa, otce Loy Marenové. Schwartz by se jim hodil, považují jej sice za slabomyslného, ale mohl by zastat nějakou práci a ulehčit jim. Arbin Maren se rozhodne zavézt jej do města Chico, kde vědec Affret Shekt shání dobrovolníky pro svůj „synapsifikátor“. Tento přístroj má umožnit velmi rychlé učení. O přístroj se zajímá i říšský prokurátor lord Ennius, jenž má obavy, aby se z něj nestala nová zbraň Pozemšťanů. Ke všemu na Zemi přilétá uznávaný archeolog Bel Arvardan z planety Baronn, který zastává teorii, že civilizace se rozšířila právě ze Země (to je v galaxii odmítaný názor). Hodlá zde najít důkazy pro svá tvrzení. Když cestuje stratojetem do Chica, dozví se hrůznou skutečnost. Pozemšťané podstupují před dosažením 60 let rozlučkovou cestu, po níž je čeká eutanazie. Když se pokusí o debatu na toto téma (přitom vyjde najevo, že je cizinec), lidé ve stratojetu se od něj odtáhnou. O hovor s ním se snaží pouze jistý Creen, nasazený provokatér Bratrstva tradicionalistů v pravidelné letecké lince.
V Ústavu jaderného výzkumu v Chicu mezitím Joseph Schwartz podstoupil pod dohledem dr. Shekta pokusný zákrok na „synapsifikátoru“, z něhož se zotavuje. Dr. Shekt hlásí výsledek lordu Enniovi, tvrdí mu, že pokus nebyl úspěšný. Nemluví však pravdu, Schwartz nejenže přežil, ale jeho rozumové schopnosti se rychle rozvíjejí. Navíc má posílenou intuici. Po týdnu se Schwartz rozhodne z ústavu utéci. V nestřežený okamžik se mu to podaří, ale v cizím světě se nedokáže zorientovat. V jedné jídelně vyžebrá několik kreditů (platidlo) na jídlo od dvou řidičů aerotaxi. Poté jej v obchodním centru zadrží Bel Arvardan, který se snaží pomoci s pátráním Pole Shektové. Nejsou sami, kdo o Schwartzově útěku ví. Zpovzdálí vše sleduje agent Bratrstva tradicionalistů Natter, jenž vše hlásí výš. V obchodním domě vyvolá paniku tím, že imperiální posádce ohlásí výskyt radiační horečky. Sám se nabídne, že Schwartze za úplatek převede přes bezpečnostní koridor. Na místo dorazí imperiální vojáci. Schwartze nenajdou, zadrží pouze Polu a Bela Arvardana, který se vzepře arogantnímu jednání vojenského důstojníka. Je paralyzován pomocí nervových důtek a společně s Polou odvezen na základnu. Když se zjistí jeho totožnost, je propuštěn a zařídí i proupuštění pro Polu (která je mu mimochodem sympatická). Začíná chápat, jak působí předsudky vůči Pozemšťanům, kteří nejsou bráni jako plnoprávní občané Galaktické říše.
Natter skutečně dopraví Schwartze do Ústavu a předá jej do rukou dr. Shekta. Vše ohlásí svým nadřízeným. Tajemník premiéra se domnívá, že jde o komplot Říše, považuje Schwartze za agenta a Arvardana za osobu, která má od něj odlákat pozornost. Rovněž podezřívají dr. Shekta ze zrady tradicionalistických ideálů. Je rozhodnuto, že se zatím nebude zasahovat do dění a bude se čekat na další kroky členů údajného spiknutí. Joseph Schwartz se vrací na farmu Marenových, kde jím pomáhá s prací. Naučil se již obstojně řeč a po práci občas hrává s Grewem šachy. Během jedné partie se odváží zeptat na otázky, které jej tíží. Dozví se, že je rok 827 galaktické éry a Země je z velké části radioaktivní. Vesmírem se rozprostírá Galaktická říše složená z milionů obydlených světů. Rozhodne se opět pro útěk.
Během úprku je pronásledován Natterem, což díky svým vylepšeným smyslům dokáže odhalit. Jeho schopnosti jsou téměř telepatické, navíc dokáže myslí zabíjet, což učiní v případě Nattera. Je ohromen, že když zjistí, že Natter je mrtev. Vydává se do Chica, kde však jsou však na něj členové Bratrstva připraveni. Tentokrát je to Schwartz, kdo je paralyzován nervovými důtkami.
Bel Arvardan se sejde s premiérem a požádá o doporučující dopis pro setkání s dr. Shektem. Když se s ním sejde, fyzik vypadá velmi vyčerpaně, žije totiž v atmosféře strachu. Cítí, že je sledován, proto avizovanou schůzku s Belem Arvardanem oficiálně odmítne. Ještě předtím se svěřil své dceři Pole s vážnými věcmi. Pola naléhá, aby se obrátili na pomoc právě na Arvardana. K setkání dojde tajně. Pola Shektová naviguje Arvardanův vůz do garáží jejich domu, kde jí Bel vyjádří své city. Pole také není lhostejný, ale je trochu zdrženlivější. V domě mu dr. Shekt prozradí tajemství Bratrstva tradicionalistů. Chtějí do galaxie vypustit zmutovaný smrtelný virus (vlivem zvýšené radioaktivity je na Zemi více mutací), tzv. radiační horečku, která má zdecimovat obyvatelstvo Galaktické říše. Bel Arvardan mu uvěří a hodlá informovat říšského prokurátora Ennia, ale všichni jsou ještě v domě zadrženi tajnou službou. Při zásahu je osobně přítomen premiérův tajemník Balkis, který se již vidí galaktickým vládcem. Všichni jsou internováni ve Dvoraně nápravy v Chicu ve stejné cele. Zde se Schwartz rozhodne spolupracovat s ostatními a zabránit pohromě. Využije svých neobyčejných psychických schopností ke zmocnění mysli Balkise. Skupině vězňů se pak se svým rukojmím podaří uprchnout na základnu imperiální posádky Fort Dibburn, kde si žádají slyšení u říšského prokurátora lorda Ennia. Mezitím se před kasárnami srotí dav lidí a požaduje propuštění Balkise. Dr. Shektovi, Pole, Belu Arvardanovi a ani Josephu Schwartzovi se však prokurátora nepodaří přesvědčit o závažnosti situace. Když už se zdá, že Balkis triumfuje, podaří se Schwartzovi ovládnout mysl poručíka Claudyho a odletět s ním do Senloo (bývalé město St. Louis), kde stojí chrám - centrum bakteriologických zbraní. Poručíku Claudymu není příliš proti mysli chrám vybombardovat, Pozemšťany hluboce nenávidí a Schwartz mu teď jen oslabil pocit disciplíny a zodpovědnosti. Útok jediné planety proti mnohamiliardové Galaxii se neuskutečnil, Bratrstvo tradicionalistů zodpovědné za tento pokus bylo rozprášeno. Na Zemi byla z ostatních planet přivezena nekontaminovaná půda.

## Zánik Země
Kniha Oblázek na obloze končí optimistickým závěrem, kdy Galaktická říše (či Galaktické impérium) začne přivážet na Zemi nekontaminovanou půdu, aby se zlepšily životní podmínky obyvatel. Autor v pozdějších dílech tuto myšlenku rozvinul. V knize Nadace a Země je odhaleno, že tento plán nebyl dotáhnut až do konce. Místo obnovy Země měla být nakonec terraformována nedaleká planeta Alfa, ale ani zde nebyl záměr dokončen. Nebyly vytvořeny pevniny, pouze jeden ostrov, kam byla přestěhována část obyvatelstva ze Země. V přesídlení obyvatelstva byl angažován robot R. Daneel Olivaw, který stihl realizovat méně, než zamýšlel.

## Adaptace knihy
17. června 1951 odvysílala rozhlasová stanice NBC značně zestručněnou dramatizaci románu Oblázek na obloze ve své sci-fi sérii Dimension X. Byla to 37. epizoda z celkových padesáti. Cestování v čase bylo vynecháno a příběh se soustřeďuje na dvojici hlavních postav Bela a Polu. Závěr je značně odlišný od originálu, virus se rozšířil do galaxie a zanechal jedinou Zemi osamocenou jako „oblázek na obloze“.

## Česká a slovenská vydání
Slovensky
- Okrouhliak na oblohe, 1. vydání, Smena (edice Máj), 1982, překlad Dušan Janák, 205 stran, vázaná s papírovým přebalem (slovensky)

Česky
- Oblázek na obloze, 1. vydání, AF 167 (Brno), 1993, překlad Petr Kotrle, 248 stran, ISBN 80-85384-10-8, brožovaná, autor obálky Karel Soukup, náklad 7 000 (česky)
- Oblázek na obloze, 2. vydání, Triton (edice Trifid č. 129), 2006, překlad Petr Kotrle, 320 stran, ISBN 80-7254-697-X, brožovaná, autor obálky Jan Patrik Krásný (česky)
- Oblázek na obloze, 3. vydání, Triton (edice Trifid) společně s nakladatelstvím Argo (edice Fantastika č.37), 2013, překlad Petr Kotrle, 248 stran, ISBN 978-80-7387-661-6), vázaná, autorka obálky Renata Brtnická (česky)